# 楊国福麻辣湯
楊国福麻辣湯（ヤングオフーマーラータン）は、中華人民共和国の麻辣湯（マーラータン）を専門とするチェーン店。

## 概要
2000年に創業者の楊国福夫妻が道端の屋台で軽食の販売を始めたのがきっかけ。2003年、前身の「楊吉麻辣湯」が中国東北部のハルビン市に1号店をオープン。2005年に楊国福が商標登録し2006年から事業を拡大、その後カナダ、オーストラリア、日本、韓国、シンガポールの5カ国で店舗を展開している。2015年に本社を上海に移転。2021年時点で中国内のみで6,000店以上を運営している。
麻辣スープに、好みの肉、野菜や麺を入れて食べる形式である。